# Metacnephia romaschovae
Metacnephia romaschovae är en tvåvingeart som beskrevs av Bodrova 1987. Metacnephia romaschovae ingår i släktet Metacnephia och familjen knott. Inga underarter finns listade i Catalogue of Life.